# Joe Walsh (muzyk)
Joe Walsh, właśc. Joseph Fidler Walsh (ur. 20 listopada 1947 w Wichicie) – amerykański gitarzysta, klawiszowiec, kompozytor, piosenkarz.
Karierę muzyczną rozpoczął w roku 1969. Początkowo występował w trio The James Gang (1969–1971) i grupie Barnstorm (1971–1974). W latach 1975–1980 i 1994–2016 był związany z amerykańską supergrupą countryrockową The Eagles. Od lat 70. prowadzi solową działalność artystyczną. Wspomagał również wielu znanych muzyków w ich muzycznych przedsięwzięciach, m.in. grupę REO Speedwagon, Ringo Starra, Andy’ego Gibba, Frankiego Millera, Dana Fogelberga, Boba Segera, Steve’a Winwooda oraz swoich kolegów z zespołu.
W roli więźnia wystąpił w drobnym epizodzie filmu The Blues Brothers (1980, reż. John Landis), gdzie zagrał ze swoim przyjacielem – aktorem Johnem Belushim.

## Dyskografia

### Albumy solowe
- 1974 – So What
- 1976 – You Can't Argue with a Sick Mind
- 1978 – But Seriously Folks
- 1978 – The Best of Joe Walsh (kompilacja)
- 1981 – There Goes the Neighborhood
- 1983 – You Bought It, You Name It
- 1985 – The Confessor
- 1985 – Rocky Mountain Way (kompilacja)
- 1987 – Got Any Gum?
- 1991 – Ordinary Average Guy
- 1992 – Songs for a Dying Planet
- 1995 – Look What I Did! (kompilacja)
- 1997 – Joe Walsh's Greatest Hits – Little Did He Know... (kompilacja)